# З народних уст
«З народних уст» — цикл оповідань Олекси Петровича Стороженка на основі українського фольклору. 
До нього входять:
| Назва                                                      | Перша публікація                                        |
| ---------------------------------------------------------- | ------------------------------------------------------- |
| «Се така баба, що чорт їй на махових вилах чоботи оддавав» | журнал «Основа» (вересень 1861)                         |
| «Вчи лінивого не молотом, а голодом»                       | журнал «Основа» (жовтень 1861)                          |
| «Не впусти рака з рота»                                    | журнал «Основа» (жовтень 1861)                          |
| «Два брати»                                                | журнал «Основа» (липень 1862)                           |
| «Лучче нехай буде злий, ніж дурний»                        | збірка «Українські оповідання Олекси Стороженка» (1863) |
| «Розумний бреше, щоб правди добути»                        | збірка «Українські оповідання Олекси Стороженка» (1863) |
| «Дурень»                                                   | журнал «Основа» (липень 1862)                           |
| «Жонатий чорт»                                             | журнал «Основа» (листопад і грудень 1861)               |
| «Скарб»                                                    | журнал «Основа» (листопад і грудень 1861)               |
| «Три сестри»                                               | збірка «Українські оповідання Олекси Стороженка» (1863) |
| «Вивів дядька на сухеньке»                                 | журнал «Літературно-науковий вістник» (1898)            |